# 本多-藤嶋効果
本多-藤嶋効果（ほんだ-ふじしまこうか、英: Honda-Fujishima effect）は、光電効果の一種。発見者の本多健一と藤嶋昭から名付けられた。

## 本多-藤嶋効果
水中に二酸化チタン（TiO2）電極と白金（Pt）電極を置き、TiO2電極に光を当てると水が分解され、TiO2から酸素、Ptから水素が発生するとともに両電極間に電流が生じる。
1967年、東京大学大学院の藤嶋は、溶液中で光を当てた二酸化チタン電極から気泡が出ていることを発見。この気泡が酸素であり、もう一方の白金電極から水素が出ていることを確認した。指導教官の本多とともに、1968年9月に日本化学会の『工業化学雑誌』に最初の論文を投稿した。その後、複数の学会の討論会で発表する機会があったが、反響は芳しくなかった。1972年7月にイギリスの科学雑誌『ネイチャー』、1974年1月1日に朝日新聞に掲載されると、「夢のエネルギー源」として注目を集めることとなった。しかし、エネルギー源としての実用化は容易でなく、光触媒の超親水性や酸化還元作用を生かした研究にシフトしていった。
1991年、スイス連邦工科大学ローザンヌ校のマイケル・グレッツェルは、二酸化チタンにルテニウム錯体色素を添加することにより飛躍的に起電力を増加できることを見出し、色素増感太陽電池DSCを発展させた。2006年、桐蔭横浜大学の宮坂力教授はルテニウム色素をペロブスカイト化合物に置き換えてペロブスカイト太陽電池PSCを開発した。